# Bér
Bér là một thị trấn thuộc hạt Nógrád, Hungary. Thị trấn này có diện tích 25,49 km², dân số năm 2010 là 393 người, mật độ 15 người/km².